# Myristica fallax
Myristica fallax är en tvåhjärtbladig växtart som beskrevs av Otto Warburg. Myristica fallax ingår i släktet Myristica och familjen Myristicaceae. Inga underarter finns listade i Catalogue of Life.